# Ibrahim (sura)
Ibrahim (Abramo) è la quattordicesima Sura del Corano, una sura meccana composta da 52 versetti. Questa sura prende il nome dal profeta Abramo, menzionato nel versetto 35, e si concentra su temi di monoteismo, rivelazione divina, gratitudine, e le storie dei profeti per sottolineare l'importanza della fede e dell'obbedienza a Allah.

## Contenuto

### Introduzione e Rivelazione Divina
Versetti 1-4: La sura inizia con un'affermazione sulla natura del Corano come rivelazione divina destinata a guidare l'umanità dalle tenebre alla luce, con il permesso di Allah. Viene sottolineato che ogni profeta è stato inviato con un linguaggio comprensibile al suo popolo, per rendere chiaro il messaggio divino.

### La Missione dei Profeti e le Risposte dei Popoli
Versetti 5-14: Questa sezione narra le storie di vari profeti e le risposte dei loro popoli. Si parla di Mosè e della sua missione di liberare i figli di Israele dall'oppressione del Faraone. Viene sottolineata la necessità di ricordare le benedizioni di Allah e di essere grati per la Sua misericordia. I versetti riflettono sulla reazione di incredulità e ostilità dei popoli ai messaggi dei profeti, e sulle conseguenze negative dell'ingratitudine e dell'incredulità.

### Monito e Esortazione alla Gratitudine
Versetti 15-27: Viene presentata una riflessione sui moniti e le esortazioni alla gratitudine. I miscredenti sono avvertiti delle punizioni divine, mentre i credenti sono esortati a riconoscere le benedizioni di Allah e a essere grati. La sura utilizza l'analogia dell'albero buono, con radici solide e frutti abbondanti, per rappresentare la fede salda, contrapposta all'albero cattivo, privo di stabilità e frutti, che rappresenta l'incredulità.

### Preghiera di Abramo
Versetti 35-41: Abramo, come figura centrale nella sura, offre una preghiera sincera a Allah. Egli chiede protezione dall'idolatria per sé e per i suoi discendenti, ringrazia Allah per le benedizioni ricevute e prega per la sicurezza e la prosperità dei suoi discendenti nella città sacra (Mecca). La preghiera di Abramo esemplifica la completa sottomissione e gratitudine a Allah, nonché la speranza nella misericordia divina.

### Conseguenze della Fede e dell'Incredulità
Versetti 42-52: La sura si conclude con un monito sui risultati della fede e dell'incredulità. Viene descritto il Giorno del Giudizio, quando i miscredenti si renderanno conto della verità e subiranno le conseguenze delle loro azioni. Viene sottolineata la giustizia divina, con la promessa che ogni anima sarà ricompensata o punita in base alle proprie opere.

## Analisi
La Sura Ibrahim è significativa per la sua enfasi sul monoteismo, la gratitudine e la giustizia divina. La storia di Abramo e la sua preghiera servono come modello di fede e sottomissione totale a Allah. La sura invita i credenti a riflettere sulle benedizioni divine e a essere grati, mentre avverte i miscredenti delle conseguenze della loro ingratitudine e incredulità.
La Sura Ibrahim fornisce conforto e guida ai credenti, incoraggiandoli a rimanere saldi nella fede e a riconoscere la misericordia di Allah. Inoltre, la sura sottolinea l'importanza della rivelazione divina come strumento di guida e illuminazione per l'umanità, invitando tutti a seguire il messaggio di Allah per ottenere la salvezza.